# Stunt 101
"Stunt 101" is de eerste single van Beg for Mercy, het debuutalbum van Amerikaanse rapgroep G-Unit, bestaande uit rappers 50 Cent, Lloyd Banks en Young Buck. De track is geproduceerd door D12-lid Kon Artis (producersnaam is Mr. Porter), haalde de 13e positie in de Amerikaanse Billboard Hot 100, en de 25e in de Engelse Single Chart.

## Credits[1]
- Geschreven door: C. Jackson, C. Lloyd, D. Brown, D. Porter
- Geproduceerd door: Denaun Porter voor Mr. Porter Productions
- Gemixt door: Pat "Pat Em Down" Viala voor Loreal Inc.
- Geassisteerd door: Josh McDonnel

## Charts
| Chart                           | Hoogste positie |
| ------------------------------- | --------------- |
| Australische ARIA Single Top 50 | 32              |
| Belgische Ultratop 50           | 41              |
| Duitse Single Top 100           | 39              |
| Engelse Single Top 75           | 25              |
| Franse Single Top 100           | 63              |
| Ierse Single Top 50             | 23              |
| Nieuw-Zeeland Single Top 40     | 13              |
| Oostenrijkse Single Top 75      | 72              |
| VS Billboard Hot 100            | 13              |
| Zwitserse Single Top 100        | 19              |

| "Stunt 101" in de Billboard Hot 100 | "Stunt 101" in de Billboard Hot 100 | "Stunt 101" in de Billboard Hot 100 | "Stunt 101" in de Billboard Hot 100 | "Stunt 101" in de Billboard Hot 100 | "Stunt 101" in de Billboard Hot 100 | "Stunt 101" in de Billboard Hot 100 | "Stunt 101" in de Billboard Hot 100 | "Stunt 101" in de Billboard Hot 100 | "Stunt 101" in de Billboard Hot 100 | "Stunt 101" in de Billboard Hot 100 | "Stunt 101" in de Billboard Hot 100 | "Stunt 101" in de Billboard Hot 100 | "Stunt 101" in de Billboard Hot 100 | "Stunt 101" in de Billboard Hot 100 | "Stunt 101" in de Billboard Hot 100 | "Stunt 101" in de Billboard Hot 100 | "Stunt 101" in de Billboard Hot 100 | "Stunt 101" in de Billboard Hot 100 | "Stunt 101" in de Billboard Hot 100 |
| Week                                | 1                                   | 2                                   | 3                                   | 4                                   | 5                                   | 6                                   | 7                                   | 8                                   | 9                                   | 10                                  | 11                                  | 12                                  | 13                                  | 14                                  | 15                                  | 16                                  | 17                                  | 18                                  | 19                                  |
| ----------------------------------- | ----------------------------------- | ----------------------------------- | ----------------------------------- | ----------------------------------- | ----------------------------------- | ----------------------------------- | ----------------------------------- | ----------------------------------- | ----------------------------------- | ----------------------------------- | ----------------------------------- | ----------------------------------- | ----------------------------------- | ----------------------------------- | ----------------------------------- | ----------------------------------- | ----------------------------------- | ----------------------------------- | ----------------------------------- |
| Nummer                              | 80                                  | 47                                  | 28                                  | 17                                  | 15                                  | 13                                  | 13                                  | 15                                  | 21                                  | 25                                  | 27                                  | 27                                  | 43                                  | 60                                  | 75                                  | 84                                  | 100                                 | 97                                  | uit                                 |